# Marc Saint-Saëns

Marc Saint-Saëns en el Bulletin municipal de Toulouse, abril de 1935.

Marc Saint-Saëns (Toulouse, 1 de mayo de 1903 - ídem, 21 de diciembre de 1979) fue un decorador mural, pintor, cartonista de tapices y grabador francés. Junto con Jean Lurçat, Jean Picart Le Doux y Gromaire, fue uno de los principales impulsores de la renovación de la tapicería francesa en el siglo XX.
Cambió su nombre de nacimiento (Marcel Léon Saint-Saëns) en 1925. Nació en el seno de una familia de artesanos y comerciantes originaria del Languedoc, a a la que también pertenecía el músico Camille Saint-Saëns (Marc era su sobrino-nieto). Durante su juventud, tuvo como mejor amigo al poeta Pierre Frayssinet, compañero de clase en el Lycée Pierre-de-Fermat de Toulouse, donde también coincidió con André Arbus.
Dotado para el dibujo, se inscribió en 1920 en la École supérieure des beaux-arts de Toulouse con Arbus y el futuro escultor Joseph Monin.
Participó en el Salon des artistes français de 1922, y en 1923 ingresó en la École des beaux-arts de Paris.
En 1925 obtuvo una medalla de plata, con André Arbus, en la Exposition internationale des Arts décoratifs por una coiffeuse ("tocador") de la que él había realizado la decoración. El mismo año fue nombrado miembro de la Société des artistes méridionaux, que organiza un Salon anual donde expondrá regularmente.
En 1928 contrae matrimonio con Yvonne Ducuing, hija del profesor Joseph Ducuing, y se instala con ella en París.
De 1930 à 1933 reside becado en la Casa de Velázquez de Madrid.
En 1935, la realización de los frescos de la sale de lectura de la bibliothèque d’étude et du patrimoine de Toulouse, lanza su carrera como decorador de edificios públicos.
A partir de los años 1940, bajo la influencia de Jean Lurçat, se orienta hacia la pintura de cartones para tapices, que le dará gran renombre. Junto con él participa en la fundación de la Association des Peintres Cartonniers de Tapisserie (APCT) en 1947. Realiza casi todos sus cartones para el taller Tabard de Aubusson, capital de la tapicería.
En vísperas de la Segunda Guerra Mundial se adhiere, como muchos de sus allegados, al Partido Comunista Francés, sin tener una militancia muy activa.
Entre 1946 y 1971 enseña dibujo en la École nationale supérieure des arts décoratifs (ENSAD).
En 1948, contrae matrimonio con Madeleine Billot, tras divorciarse de Yvonne Ducuing.
En 1975 vuelve a su ciudad natal, Toulouse, donde permanece hasta su muerte.

## Obras
Marc Saint-Saëns participa del movimiento de vuelta al ordren de entreguerras con un estilo proprio, onírico y poético, inspirado en el arte mediterráneo de la Antigüedad y la Edad Media.

Marc Saint-Saëns demeure lié pour moi au pays où je l'ai connu durant les profondes années de l'Occupation et qui est le pays Occitan. De celui-ci, de cette terre de rigueur cathare et de soleil, il a assurément quelque chose en lui, un goût de la lumière, mais qui se cultive à part soi et dans une taciturne retraite.
Jean Cassou, Préface du catalogue de l'exposition Marc Saint-Saëns, musée Ingres, Montauban, 1958

Le travail bien fait est la condition première de la beauté d'une œuvre
Marc Saint-Saëns, Arts de France, n°4, 15 mars 1946

Principales realizaciones:
- 1935 : fresco en forma de tríptico, Le Parnasse Occitan, en la sala de lectura de la Bibliothèque d’étude et du patrimoine, en el centro del cual representa a su amigo Pierre Frayssinet
- 1936 : fresco con el tema de la medicina y la ciencia para el hôpital de La Grave de Toulouse
- 1937 : fresco, Le Mélodrame, para el sanatorium des étudiants de Saint-Hilaire du Touvet
- 1938-1939 : frescos de la sala del consejo municipal del ayuntamiento de Commentry : Les Âges de la vie (maternité, jeunesse, enseignement, vieillesse), Marianne, L'Arbre de la Liberté et Christophe Thivrier.
- 1942-1943 : primeros tapices para Aubusson: Thésée vainqueur du Minotaure (1943) , Les Vierges folles, Orion...
- 1950 : commande de quatre tapisseries pour le théâtre du Capitole à Toulouse : La Musique, La Comédie et la tragédie, Le Chant, La Danse
- 1950 : tapiz Orphée para los Gobelinos, tapisserie Le Bouquet.
- 1951: tapisserie “Le Bouquet”, la obra de consecrácion internacional del artista.

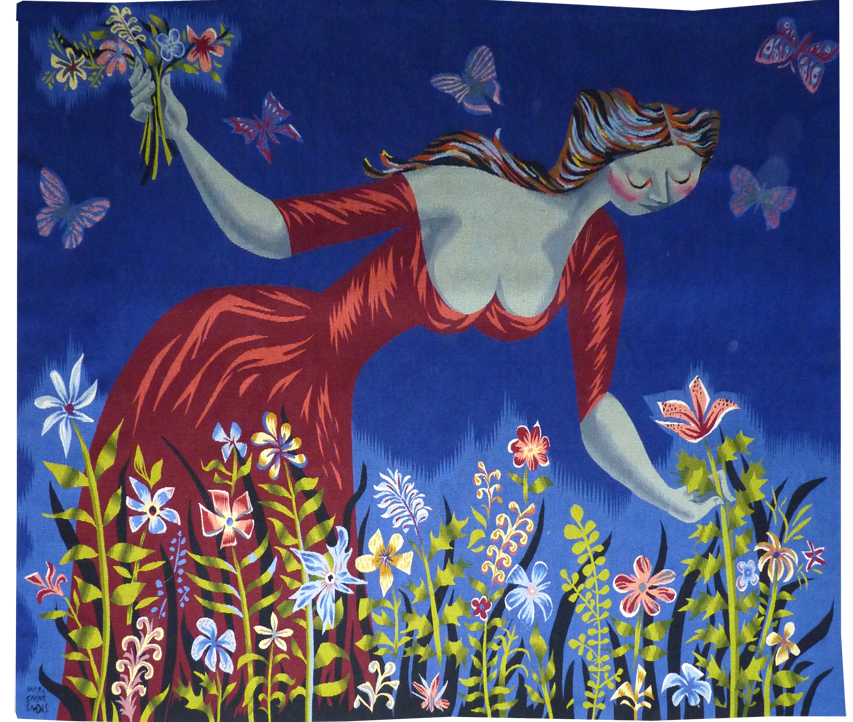
Le Bouquet de Lady Melanie, la obra de consagración internacional de Marc Saint-Saëns en 1951 fue la obra preferida del artista, según las declaraciones de su esposa.

- 1957 : pintura sobre lienzo, Nature morte, pour le réfectoire du Lycée Bellevue à Toulouse
- 1967 : mosaico La Naissance du jour en el pórtico exterior del ayuntamiento de Blanc-Mesnil. En una nota manuscrita conservada en los archivoss municipales, Saint-Saëns describe la composición y los cartones originales:

Il s'agira d'une composition de divers symboles autour d'un texte de Paul Éluard sur la naissance, elle sera réalisée en mosaïque de pâte de verre de Murano, selon la technique traditionnelle de la mosaïque byzantine

. En el mismo ayuntamiento se conservan dos tapices realizados por el taller de Aubusson : Le Vin du monde, en la sala de recepciones, es obra de Jean Lurçat, hermano del arquitecto que realizó el edificio del ayuntamiento, André Lurçat. Otro, La Nuit, en la sala de matrimonios, está firmado por Jean Picart Le Doux. Los tres artistas habían fundado en 1947, la Association des peintres cartonniers de tapisseries. El mismo año el ayuntamiento de Saint-Ouen le encarga cinco tapices para su sala de matrimonios, con temas inspirados en los poemas de María de Francia, Paul Éluard, Robert Desnos y Louis Aragon.
- 1972 : decorados para la ópera Les Huguenots en el Théâtre du Capitole
- 1976 : serie de ocho lithografías para ilustrar el libro de Philippe Soupault sobre Toulouse. También en Toulouse, en la sala Jean-Pierre Vernant del lycée Pierre-de-Fermat, se expone un telón teatral pintado y firmado de su mano.

También realizó dibujos de trazo muy seguro y elevado y numerosos cuadros, que en su mayor parte son trabajos preparatorios de sus frescos y tapices.

## Exposiciones
1925 : Exposition internationale des Arts décoratifs et industriels modernes
1937 : Exposition internationale des sciences et techniques dans la vie moderne, Paris
1946 : La Tapisserie française du Moyen Âge à nos jours, Musée national d'Art moderne, Paris
1958 : Exposition Marc Saint-Saëns, musée Ingres, Montauban
1962 : Biennale de la tapisserie, Lausanne
1970 : Exposition à la Galerie La Demeure à Paris tenue par Denise Majorel
1978 : Exposition au musée Municipal d'Art et d'Histoire de Saint-Denis
2013 : Exposition au musée Paul-Dupuy à Toulouse : de Ingres à Saint-Saëns, Toulouse capitale du dessin
2015 (22 mai-27 septembre) : Rétrospective de l’œuvre de Marc Saint-Saëns organisée par le Conseil départemental de la Haute-Garonne au château de Laréole.